# İbrahimhacılı
İbrahimhacılı è un comune dell'Azerbaigian situato nel distretto di Tovuz. Conta una popolazione di 3.838 abitanti.